# Roman Edward Borek
Roman Edward Borek (ur. 18 marca 1963 w Rzeczniowie) – polski polityk, samorządowiec, poseł na Sejm II kadencji.

## Życiorys
Ukończył w 1987 studia na Wydziale Zootechnicznym Akademii Rolniczej w Lublinie. W latach 1994–1997 był posłem II kadencji z listy Polskiego Stronnictwa Ludowego z okręgu radomskiego (zastąpił zmarłego Mariana Korczaka). W wyborach w 1997 nie został ponownie wybrany. Nie uzyskał mandatu również w wyborach w 2001.
Od 1990 pełnił funkcję wójta gminy Rzeczniów. W 2002 został wybrany w wyborach bezpośrednich z rekomendacji PSL, a w 2006 uzyskał reelekcję jako bezpartyjny z ramienia lokalnego komitetu. Stanowisko to utracił w 2009 po wygaszeniu jego mandatu przez wojewodę i po podtrzymaniu tej decyzji przez sądy administracyjnej (po ujawnieniu, że Roman Borek jako wójt zasiadał jednocześnie wbrew przepisom prawa w radzie nadzorczej banku spółdzielczego). W 2014 (ponownie będąc członkiem PSL) ubiegał się ponownie o wybór na wójta z ramienia lokalnego komitetu, nieznacznie przegrywając z bezpartyjnym kandydatem wystawionym przez ludowców. Ponownie kandydował na urząd wójta w 2018.